# Нильсен, Курт (теннисист)
Курт Нильсен (дат. Kurt Nielsen; 19 ноября 1930, Фредериксберг — 11 июня 2011) — датский теннисист, теннисный тренер, судья и комментатор. Первый представитель Дании, выигрывавший турнир Большого шлема (чемпионат США 1957 года в миксте), двукратный финалист Уимблдонского турнира в одиночном разряде, обладатель 49 титулов чемпиона Дании в разных разрядах. В качестве тренера финалист Кубка Дэвиса 1965 года со сборной Испании. Член Зала спортивной славы Дании с 1992 года, кавалер ордена Данеброг (2007).

## Игровая карьера
Курт Нильсен, родившийся в 1930 году, к 17 годам стал одним из ведущих теннисистов-юниоров в мире, выиграв Уимблдонский турнир среди юношей в 1947 году и чемпионат Франции среди юношей на следующий год. В 1948 году он также выиграл чемпионат Дании в помещениях, стал финалистом национального первенства на открытых кортах и международного чемпионата Скандинавии. На этот же год пришёлся и его дебют в составе сборной Дании в Кубке Дэвиса. В 1949 году Нильсен завоевал свой первый титул чемпиона Дании и победил на чемпионате Скандинавии, обыграв по пути к титулу таких мастеров, как Фрэнк Паркер и Бадж Патти.
После этого Нильсен оставался ведущим датским теннисистом на протяжении полутора десятилетий. Он завоёвывал титул чемпиона Дании в одиночном разряде ещё семь раз на открытых кортах (в 1950, 1951, 1953, 1954, 1957, 1959 и 1960 годах) и столько же раз в помещениях, в мужском парном разряде завоевал в общей сложности 16 чемпионских званий, а в смешанном — 17. За сборную Дании Нильсен провёл с 1948 по 1960 год 96 игр в 33 матчах, в том числе одержав в одиночном разряде 42 победы при 23 поражениях и в 1953 году побывав с национальной командой в финале Европейской зоны.
В 1953 году Нильсен стал первым в истории Дании финалистом Уимблдонского турнира в одиночном разряде, переиграв в четвертьфинале посеянного первым Кена Розуолла, но в финале уступив Вику Сейксасу. В 1955 году Нильсен вторично добрался до финала Уимблдонского турнира (снова после победы над Розуоллом), на сей раз проиграв посеянному под первым номером Тони Траберту. Через два года на чемпионате США ему всё же удалось завоевать титул на турнире Большого шлема, победив в паре с Алтеей Гибсон в смешанном парном разряде на чемпионате США. На следующий год они дошли до финала и на Уимблдоне, но там их ждала неудача. В том же году Нильсен добавил к двум участиям в финалах Уимблдона ещё один выход в полуфинал. На протяжении любительской карьеры Нильсен также побеждал в многочисленных турнирах менее высокого ранга, среди которых были чемпионаты США и Франции в помещениях.
В 1960 году Курт Нильсен перешёл в профессионалы, присоединившись к туру Джека Креймера, и выступал в нём до 1963 года, после этого завершив игровую карьеру.

### Стиль игры
Курт Нильсен обладал мощной подачей и агрессивной манерой игры, часто выходя к сетке. Теннисные комментаторы называли его игру «д’Артаньяновской», подчёркивая, что он шёл на любой риск не моргнув глазом. Сильной стороной его игры были также удары закрытой ракеткой. Такая манера игры предопределяла любовь Нильсена к быстрым кортам — как травяным газонам, так и деревянному искусственному покрытию.

## Финалы турниров Большого шлема за карьеру

### Одиночный разряд (0-2)
| Результат | Год  | Турнир              | Соперник в финале | Счёт в финале |
| --------- | ---- | ------------------- | ----------------- | ------------- |
| Поражение | 1953 | Уимблдонский турнир | Вик Сейксас       | 7-9, 3-6, 4-6 |
| Поражение | 1955 | Уимблдонский турнир | Тони Траберт      | 3-6, 5-7, 1-6 |

### Смешанный парный разряд (1-1)
| Результат | Год  | Турнир              | Партнёр      | Соперники в финале     | Счёт в финале |
| --------- | ---- | ------------------- | ------------ | ---------------------- | ------------- |
| Победа    | 1957 | Чемпионат США       | Алтея Гибсон | Дарлин Хард Боб Хоу    | 6-3, 9-7      |
| Поражение | 1958 | Уимблдонский турнир | Алтея Гибсон | Лоррейн Каглан Боб Хоу | 3-6, 11-13    |

## Дальнейшая карьера
По окончании игровой карьеры Курт Нильсен стал теннисным тренером и тренировал национальные сборные Дании, ФРГ и Испании. В 1965 году с испанской командой он дошёл до финального матча за Кубок Дэвиса, а на следующий год впервые после 28-летнего перерыва вывел немецкую в межзональный плей-офф. Позже он судил и администрировал международные теннисные турниры, а также работал теннисным комментатором. В 1970-е годы Нильсен входил в совет директоров Федерации тенниса Дании.
С 1985 года Нильсен являлся почётным членом Всеанглийского клуб лаун-тенниса и крокета, а с 2006 года - почётным директором Федерации тенниса Дании. В 1992 году, с созданием Зала спортивной славы Дании, он стал одним из его первых членов. В 2007 году Нильсен был произведён в рыцари ордена Данеброг. Теннисную династию Нильсенов продолжили сын Курта Нильсена, Кристиан Курт, и внук, Фредерик Лёхте, в 2000-е годы также представляющий Данию в Кубке Дэвиса.